# Пилево
Пи́лево — посёлок станции в Клепиковском районе Рязанской области России. Входит в Болоньское сельское поселение.

## Географическое положение
Посёлок Пилево расположен примерно в 11 км к юго-западу от центра города Спас-Клепики. Ближайшие населённые пункты — село Ершово к северу и посёлок Болонь к востоку.

## История
Станция Пилево была открыта в 1899 г. при строительстве Рязанско-Владимирской узкоколейной железной дороги.
Станция упоминается в ряде произведений К. Г. Паустовского, в частности в повести «Австралиец со станции Пилево».
В фильме Юрия Чулюкина Девчата, вышедшем в 1962 году, сцена с Тосей и Ильёй на железной дороге была отснята на перегоне между станциями Спас-Клепики и Пилево.
В 1972 г. до станции Пилево было построено продолжение железнодорожной ветки Кривандино — Рязановка Московской железной дороги широкой колеи.
В 1999 г. было прекращено движение по ветке Рязань — Тума Рязанско-Владимирской узкоколейной железной дороги, а в 2008 г. по ветке Сазоново — Пилево широкой колеи. Железнодорожные пути разобраны.

## Население
| 2010 |
| ---- |
| 34   |

## Транспорт и связь
Посёлок находится неподалёку от автомобильной дороги Р123 Рязань — Клепики с регулярным автобусным сообщением.
Посёлок обслуживает отделение почтовой связи Болонь (индекс 391043).